# Фрикови
Фрикови (енгл. Psych) америчка је телевизијска серија коју је створио Стив Френкс за USA Network. Главну улогу тумачи Џејмс Родеј као Шон Спенсер, млади консултант за криминал у полицијској управи Санта Барбаре коме појачане вештине посматрања и импресивно фотографско памћење омогућавају да убеди људе да решава случајеве психичким способностима.
Приказивана је од 7. јула 2006. до 26. марта 2014. године. Остварила је велику гледаност и стекла огромну базу обожавалаца. Због свог успеха, након завршетка приказивања серије произведена су три телевизијска филма.

## Радња
Шон Спенсер има велику способност запажања коју је први уочио његов отац, полицајац Хенри. Од малена га је подупирао да запажа и најмање детаље у својој околини како би се касније наставио служити њима у послу којим се бави цела породица. С временом се отац и син због генерацијског јаза раздвоје и Шон се нађе у потрази за својим позивом испробавајући најразличитије послове, само како би избегао детективски посао којим се бави његов отац.
Ипак, чисто из забаве, назива полицију и дојављује трагове у случајевима о којима чита у медијима. Када једна његова дојава буде врло прецизна, полиција посумња да је сучесник у злочину и ухапси га. Помоћу шарма, Шон увери детективе да је видовит и они га, иако скептични, одлуче ангажовати у тешким случаевима. Уз помоћ најбољег пријатеља Гаса, Шон отвори истражитељску агенцију и постане приватни детектив чије решавање мистериозних случајева задиви полицију.

## Улоге
| Глумац          | Улога        |
| --------------- | ------------ |
| Џејмс Родеј     | Шон Спенсер  |
| Дуле Хил        | Гас Гастер   |
| Тимоти Омундсон | Леси Ласитер |
| Меги Лосон      | Џулс О’Хара  |
| Корбин Бернсен  | Хенк Спенсер |
| Кирстен Нелсон  | Карен Вик    |
| Ен Дудек        | Лусинда Бари |

## Епизоде
| Сезона | Сезона                        | Епизоде                       | Епизоде                       | Оригинално емитовање | Оригинално емитовање | Оригинално емитовање |
| Сезона | Сезона                        | Епизоде                       | Епизоде                       | Премијера            | Финале               | Мрежа                |
| ------ | ----------------------------- | ----------------------------- | ----------------------------- | -------------------- | -------------------- | -------------------- |
|        | 1.                            | 15                            | 15                            | 7. јул 2006.         | 2. март 2007.        |                      |
|        | 2.                            | 16                            | 16                            | 13. јул 2007.        | 15. фебруар 2008.    |                      |
|        | 3.                            | 16                            | 16                            | 18. јул 2008.        | 20. фебруар 2009.    |                      |
|        | 4.                            | 16                            | 16                            | 7. август 2009.      | 10. март 2010.       |                      |
|        | 5.                            | 16                            | 16                            | 14. јул 2010.        | 22. децембар 2010.   |                      |
|        | 6.                            | 16                            | 16                            | 12. октобар 2011.    | 11. април 2012.      |                      |
|        | 7.                            | 14                            | 14                            | 27. фебруар 2013.    | 29. мај 2013.        |                      |
|        | Фрикови: Мјузикл              | Фрикови: Мјузикл              | Фрикови: Мјузикл              | 15. децембар 2013.   | 15. децембар 2013.   |                      |
|        | 8.                            | 10                            | 10                            | 8. јануар 2014.      | 26. март 2014.       |                      |
|        | Фрикови: Филм                 | Фрикови: Филм                 | Фрикови: Филм                 | 7. децембар 2017.    | 7. децембар 2017.    |                      |
|        | Фрикови 2: Леси се враћа кући | Фрикови 2: Леси се враћа кући | Фрикови 2: Леси се враћа кући | 15. јул 2020.        | 15. јул 2020.        |                      |
|        | Фрикови 3: Ово је Гас         | Фрикови 3: Ово је Гас         | Фрикови 3: Ово је Гас         | 18. новембар 2021.   | 18. новембар 2021.   |                      |